# Mats Burström
Mats Åke Burström, född 23 maj 1962, är en svensk professor inom arkeologi.
Burström är redaktör för ett flertal arkeologiska tidskrifter och bedriver forskning och undervisning inom bland annat samtidsarkeologi på Stockholms universitet, där han varit professor sedan 2009. Han har givit ut boken "Samtidsarkeologi: introduktion till ett forskningsfält" (2007), och boken "Barlast: Massor med historia" (2017). Han har även varit gästforskare i universitet i USA, Australien, Storbritannien och Norge.
Mats Burström bor i Stockholm och är gift med arkeologen Nanouschka Myrberg Burström.